# Türkiye İş Bankası
Die Türkiye İş Bankası A.Ş. ist ein türkisches Kreditinstitut in der Rechtsform der Aktiengesellschaft mit Firmensitz in Istanbul.
Sie ist als Kreditinstitut im Banksektor tätig und bietet Finanzdienstleistungen verschiedener Art für ihre Kunden an. Nach dem Magazin Forbes gehört das Unternehmen zu den umsatzstärksten Unternehmen des Landes und zu den größten 600 Unternehmen weltweit. Aktien des Unternehmens werden an der türkischen Börse İMKB, sowie an der London Stock Exchange gehandelt.

## Geschichte
Die Türkiye İş Bankası wurde am 26. August 1924 gemäß den Beschlüssen des Ersten Wirtschaftskongresses von Izmir auf Anweisung des Staatsgründers Mustafa Kemal Atatürk gegründet und war damit die erste Nationalbank nach Gründung der Republik. Die Bank sollte als nationale Institution die türkische Wirtschaft für den Wiederaufbau nach dem Unabhängigkeitskrieg ankurbeln und Wirtschaftszweige mit durch Sparförderung gesammelten Geldern finanzieren. Bei Bedarf solle sie sich auch mit eigenen Mitteln an der Einleitung von Industrialisierungsbewegungen in verschiedenen Bereichen beteiligen.
Sie nahm ihr Betrieb mit zwei Filialen und 37 Mitarbeitern unter Leitung ihres ersten Generaldirektors, Celal Bayar, auf. Das Nominalkapital betrug eine Million Türkische Lira, von dem 250.000 TL von Atatürk selbst bereitgestellt wurde. Nach seinem Tod am 10. November 1938 erhielt die damalige Staatspartei Cumhuriyet Halk Partisi (CHP), dessen Gründer und Vorsitzender er war, den 28%igen Anteil testamentarisch als Erbe.
Bisher wurden diese Anteile zweimal verstaatlicht und an die Staatskasse übertragen, später wieder an die CHP zurück übertragen. Nach der Machtübernahme der populistisch-konservativen Demokratischen Partei wurde jegliches von Atatürk übertragenes Eigentum per Gesetz enteignet und 1953 an das Finanzministerium übertragen. Die CHP wandte sich daraufhin 1960 an das Verfassungsgericht der Republik Türkei und erhielt durch dessen Rechtsspruch 1963 ihre Anteile zurück. In Folge des Militärputsches von 1980 wurden sämtliche politische Parteien verboten, somit verlor auch die CHP erneut ihre Anteile an das Finanzministerium. Nach der Neugründung 1992 wurde dieser Enteignungsprozess über das Kassationshof erneut rückgängig gemacht.

## Aktionäre
| Anteilseigner                             | Prozent |
| ----------------------------------------- | ------- |
| Streubesitz                               | 33,32 % |
| İşbank Pensionsfonds                      | 38,59 % |
| Cumhuriyet Halk Partisi (Atatürk-Anteile) | 28,09 % |
| Stand: Dezember 2024                      |         |

### Erneute Enteignungspläne
Die Türkiye İş Bankası ist das größte börsennotierte Institut und zweitgrößte Geldinstitut der Türkei. Seit Oktober 2018 und Februar 2019 ist bekannt, dass die autoritäre AKP-Administration unter dem Staatspräsidenten Erdoğan eine Teil-Verstaatlichung bzw. -Enteignung der Aktionärsanteile der Türkiye İş Bankası in Aussicht stellte, welche zu zirka 28 % der größten Oppositionspartei Cumhuriyet Halk Partisi (CHP) gehören. Um sie an das eigene Finanzministerium zu übertragen, welche unter anderem durch Dekrete unter der Ägide des Staatspräsidenten steht. Diese Aussicht wurde später konkretisiert fortgeführt, indem der Staatspräsident im Mai 2020 die AKP-Administration aufforderte, eine Kommission einzurichten zur rechtlichen Prüfung der Übertragung von Aktionärsanteilen der Türkiye İş Bankası.
Diese Enteignungspläne gelten als politisch hochbrisant. Aus ökonomischer Sicht besteht keine Notwendigkeit für eine Änderung der Besitzstrukturen, weil die Türkiye İş Bankası im türkischen Banksektor im Vergleich zu den türkischen staatlichen Banken und anderen Konkurrenzbanken nicht negativ hervorsticht.

## İşbank AG
Die İşbank AG ist die deutsche Tochtergesellschaft der Türkiye İş Bankası A.Ş. mit Hauptsitz in Frankfurt am Main. Weitere deutsche Filialen unterhält die Bank in Berlin-Kreuzberg, Berlin-Wedding, Düsseldorf, Gelsenkirchen, Köln, München, Nürnberg und Stuttgart.
Die Filiale in Mannheim wurde geschlossen. Kunden können sich laut Bank an die Filiale in Frankfurt am Main wenden.